# Jean Patton
Jean Patton (* 1932) ist eine ehemalige US-amerikanische Sprinterin.
Bei den Panamerikanischen Spielen 1951 in Buenos Aires siegte sie über 200 m und in der 4-mal-100-Meter-Staffel und gewann Bronze über 100 m.
1949 und 1950 wurde sie US-Meisterin über 100 m, 1951 über 200 m.

## Persönliche Bestzeiten
- 100 m: 11,8 s, 17. März 1951, Santiago de Chile
- 200 m: 24,8 s, 18. März 1951, Santiago de Chile